# Cantone di Vermenton
Il Cantone di Vermenton era una divisione amministrativa dell'arrondissement di Auxerre.
È stato soppresso a seguito della riforma complessiva dei cantoni del 2014, che è entrata in vigore con le elezioni dipartimentali del 2015.
Comprendeva i comuni di:
- Accolay
- Arcy-sur-Cure
- Bazarnes
- Bessy-sur-Cure
- Bois-d'Arcy
- Cravant
- Lucy-sur-Cure
- Mailly-la-Ville
- Prégilbert
- Sacy
- Sainte-Pallaye
- Sery
- Vermenton